# Spirula spirula
Spirula spirula là một loài mollosca cephalopoda giống như con mực sinh sống ở nước sâu. Nó là thành viên duy nhất còn tồn tại của chi Spirula, họ Spirulidae, và bộ Spirulida. Các mẫu vật của loài này hiếm khi được nhìn thấy do nó sinh sống ở đại dương sâu. Tuy nhiên, vỏ trong nhỏ của các loài này lại là một đối tượng khá quen thuộc với nhiều người đi lang thang trên bãi biển. Vỏ của "Spirula" có trọng lượng rất nhẹ nổi trên mặt nước và rất bền, nó rất phổ biến trên bờ nổi lên những bãi biển nhiệt đới (và đôi khi ngay cả những bãi biển ôn đới) trên toàn thế giới..
Loài này có thân giống con mực dài từ 35–45 mm.